# Oberonia caprina
Oberonia caprina är en orkidéart som beskrevs av Alexander Gilli. Oberonia caprina ingår i släktet Oberonia och familjen orkidéer.
Artens utbredningsområde är Papua Nya Guinea. Inga underarter finns listade i Catalogue of Life.